# Friedhelm Döhl
Friedhelm Döhl (* 7. Juli 1936 in Göttingen; † 25. September 2018 in Lübeck) war ein deutscher Komponist und  Musikpädagoge.

## Werdegang
Döhl studierte an der Musikhochschule Freiburg Komposition und Klavier, ferner an den Universitäten Freiburg und Göttingen Musik-, Literatur- und Kunstwissenschaft. 1966 promovierte er zum Dr. phil. in Göttingen mit der Arbeit Weberns Beitrag zur Stilwende der neuen Musik – Studien über Voraussetzungen, Technik und Ästhetik der „Komposition mit 12 nur aufeinander bezogenen Tönen“.
Von 1964 bis 1967 war Döhl Dozent am Robert-Schumann-Konservatorium in Düsseldorf. Hier gründete er das Studio für Neue Musik. Am Musikwissenschaftlichen Institut der Freien Universität Berlin war er von 1969 bis 1974 als Professor tätig. Hier war er Mitglied der Gruppe Neue Musik Berlin. 1974 wurde er zum Direktor der Musik-Akademie der Stadt Basel berufen und wirkte hier bis 1982. In diese Zeit fällt die Gründung der Studios für Elektronische Musik, Außereuropäische Musik, Musik und Theater. In den Jahren von 1980 bis 1983 war er Präsident der Internationalen Gesellschaft für Neue Musik, Sektion Deutschland. In diese Zeit fällt die Gründung des Ensemble Modern.
Seit 1982 war er Professor für Komposition an der Musikhochschule Lübeck, in den Jahren 1991 bis 1994 auch deren Rektor. Hier führte er neue Veranstaltungsreihen ein (Forum junger Komponisten, Werkstatt Neue Musik). Ferner war er als Rektor 1992 Initiator des Lübecker Brahms-Festivals. Seit 1986 ist er Mitglied der Freien Akademie der Künste Hamburg. Für die Reihe Musica Viva/Begegnungen in Reinbek übernahm er in den Jahren 1986 bis 1988 die künstlerische Organisation, ebenso für das NDR-Festival ‚Das Neue Werk‘ in Lübeck 1987.
Von der Hansestadt Lübeck wurde er mit der Gedenkmünze Bene Merenti ausgezeichnet.

## Werke
Kompositionen für Soloinstrumente insbesondere für Klavier, Gitarre (Nachklänge), Kammermusik, Vokalwerke, Orchester, Live-Elektronik, Musiktheater.

## Preise/Ehrungen
- 1967/68 Rompreis Villa Massimo.
- 1968 Förderpreis für Musik des Landes Nordrhein-Westfalen
- 1971 Förderpreis des Landes Berlin.